# Alexander Skene
Alexander Johnston Chalmers Skene (17. června 1837 Fyvie, Skotsko – 4. července 1900 Catskills, stát New York, USA) byl skotský gynekolog, který popsal část ženského pohlavního ústrojí, známou jako Skeneho žlázy.

## Biografie
Narodil se ve vesnici Fyvie na severu Skotska a v devatenácti letech odešel do Spojených států amerických. Studoval medicínu na univerzitách v Torontu a Michinganu a nakonec v Long Island College Hospital v Brooklynu, kde v roce 1863 promoval. Po vojenské službě nastoupil do soukromé praxe v Brooklynu, později se stal profesorem ženských chorob na Long Island College Hospital.
Napsal přes sto lékařských článků a několik učebnic. Podílel se na vývoji mnoha chirurgických nástrojů a vylepšil stávající chirurgické postupy. Známý je především svým popisem Skeneho žláz poblíž močové trubice. Popsal také jejich infekci – skenitidu.
Mimo lékařství se věnoval rovněž sochařství. Jako sochař vytvořil bustu zakladatele americké gynekologie J. Mariona Simse, která je umístěna v hale Kings County Medical Society. Skeneho busta se nachází například v Prospect Park Plaza (také známé jako Grand Army Plaza).